# Rachad Bernoussi
Rachad Bernoussi (arabisch نادي الرشاد البرنوصي, DMG Nādī r-Rašād al-Barnūṣī) ist ein marokkanischer Fußballverein in Casablanca, der derzeit in der GNF 2 rangiert. Der Club wurde 1961 gegründet und ist im gleichnamigen Stadtteil, Sidi Bernoussi beheimatet, wo er auch über ein eigenes Stadion mit 10.000 Plätzen verfügt. 

## Erfolge
Größter Erfolg des Klubs ist das Erreichen des Pokalfinales im Jahr 2007, dem Coupe du Trône. Am 25. November traf der Klub im Fès-Stadion auf den Erstligisten FAR Rabat und verlor nach Verlängerung und Elfmeterschießen mit 3:5. 

## Spieler
Der Verein brachte einige bekannte Spieler hervor, die auch international seitens des marokkanischen Verbandes zum Einsatz kamen:
- Ayoub Rachane, Kapitän der marokkanischen U-19-Nationalmannschaft
- Bouchaib El Moubarki, ehemaliger A-Nationalspieler
- Hicham El Amrani, ehemaliger Juniorennationalspieler
- Hicham Louissi, ehemaliger A-Nationalspieler
- Houcine Hidaga, ehemaliger Juniorennationalspieler
- Samir Zekroumi, ehemaliger A-Nationalspieler
- Youssef Safri, ehemaliger A-Nationalspieler, heute Fußballtrainer